# Szeinei japán császár
Szeinei császár (清寧天皇,Hepburn-átírás: Seinei-tennō) volt Japán 22.császára a hagyományos öröklési sorrend szerint. Nincs pontos dátum arra vonatkozóan, hogy mikor élt vagy uralkodott, de a hagyományosan elfogadott időszak: 480-484.

## Élete
Szeinei 5. századi uralkodó volt. A 29. császár, Kinmei császár (509-571) uralkodása az első, amit a korabeli történelem valós dátumokkal tud alátámasztani. Mindemellett a korábbi császárok nevei és uralkodásaik időtartamai nem számítottak hagyományosnak egészen Kanmu császárig (737-806), Jamato dinasztia 50. uralkodójáig.
Szülei a Kodzsiki és a Nihonsoki szerint Júrjaku császár és Kacuragi no Karahime, édestestvére Takuhatahime hercegnő volt. Születésekor Sirakának hívták, és úgy tartják róla, hogy fehér hajjal jött világra. Apja halála után legyőzte testvérét, Hosikava herceget, így került trónra.
A történészek nagy része úgy véli, Szeinei korabeli rangja nem lehetett tennó (császár), mivel ezt a megnevezést Tenmu császár és Dzsitó császárnő uralkodásakor vezették be. Feltehetően a Szumeramikoto vagy Amenosita Sirosimeszu Ókimi (治天下大王) rangot használta, ami azt jelenti „A nagy király, ki mindent ural az ég alatt". Másik megnevezése a „Yamato Nagy Királya" lehetett.
Szeineinek nem született gyermeke, viszont örökösévé fogadta Ricsú császár unokáit, a későbbi Oke és Voke herceget. 
Szeinei valódi sírhelye ismeretlen, a hagyomány szerint hívői az oszakai sintó szentélyben (miszaszagiban) róhatják le kegyeletüket.

## Fordítás
- Ez a szócikk részben vagy egészben  az   Emperor Seinei című angol Wikipédia-szócikk ezen változatának fordításán alapul.  Az eredeti cikk szerkesztőit annak laptörténete sorolja fel. Ez a jelzés csupán a megfogalmazás eredetét és a szerzői jogokat jelzi, nem szolgál a cikkben szereplő információk forrásmegjelöléseként.